# Sam Whittingham
Pour les articles homonymes, voir Whittingham.
Sam Whittingham est un cycliste canadien, particulièrement connu pour avoir battu le record du monde de vitesse de 130,36 km/h sur 200 m (lancé) et de 84,215 km/h sur une heure (2004). Il les a obtenus grâce à un vélo couché et caréné construit par George Georgiev.
Il a depuis amélioré son propre record de l'heure (90,597 km/h) le 19 juillet 2009, et il est l'actuel détenteur du record sur 200 m (lancé) avec 133,284 km/h le 18 septembre 2009.
Cependant, son record de l'heure a été battu par Sebastiaan Bowier.